# واپاشیده (آلبوم چندآهنگه)
«واسازی» آلبومی از کشا است که در سال ۲۰۱۲ میلادی منتشر شد.